# Dindua
v.v. D.I.N.D.U.A, ook wel genoemd Dindua, was een amateurvoetbalvereniging uit Enkhuizen, Noord-Holland, Nederland.

## Oprichting C.S.V. D.I.N.D.U.A
De van oorsprong christelijke sportvereniging C.S.V. D.I.N.D.U.A is waarschijnlijk in 1927 ontstaan door een initiatief vanuit leden van de Christelijke JongeMannen Vereeniging (C.J.M.V.), een onderafdeling van het Nederlands Jongelings Verbond (opgericht 15 september 1885 later Christelijke Jongeren Vereniging (C.J.V.)) en officieel opgericht op 26 april 1928. In verschillende documenten komt echter ook 27 april 1927 naar voren als oprichtingsdatum. Deze C.J.M.V. was op zijn beurt onderdeel van het Nederlandsch Jongelings Verbond. Vermeld wordt dat in april 1928 de naam van de vereniging Christelijke Sportclub Opbouw zou gaan worden. Maar al snel werd besloten voor D.I.N.D.U.A.
De afkorting staat voor: Door Inspanning Nuttig Door Uitspanning Aangenaam, ook wel aangeduid als D.I.N.D.U.A. In de beginjaren werd C.S.V. D.I.N.D.U.A. in correspondentie aangeduid als afdeling der C.J.M.V., aangesloten bij het Nederlands Christelijk Gymnastiek Verbond (N.C.G.V.) en de Christelijke Nederlandsche Voetbal Bond (C.N.V.B.).
Ten tijde van de oprichting was C.S.V. D.I.N.D.U.A een gymnastiek- en voetbalvereniging. De eerste jaren konden vrouwen nog niet deelnemen aan de gymactiviteiten. Daar kwam in 1930 verandering in na een voorstel op de ledenvergadering. In de loop der jaren werden ook andere sporten en activiteiten met wisselend succes, zoals athletiek, korfbal, handbal en wandelsport, aan de vereniging toegevoegd alsmede een drumband in 1955. Destijds was het voornaamste doel van deze drumband de begeleiding van de gymnasten tijden marswedstrijden. Noemenswaardig is zeker ook de toneelvereniging DINDUA. In 1955 vinden er tevens volleybalactiviteiten plaats.
In de beginjaren had D.I.N.D.U.A geen eigen sportaccommodatie. Er werd gebruikgemaakt van het Bastion Zeelandia en van het terrein van West Frisia (ter hoogte van Violenstraat en Goudsbloemstraat), zo vermelden stukken uit 1938. In 1932 kwam daar verandering in toen de gemeente Enkhuizen het land achter het West Frisia-terrein ging inrichten voor een sportterrein. West Frisia en D.I.N.D.U.A. werden hier beide huursters van de Immerhorn. Voor het vijfjarig jubileum werd een verloting georganiseerd ten bate van een kleedlokaal op het nieuwe sportterrein. Ten tijde van het tienjarig jubileum wordt gemeld dat de heer S.W. Kroese eveneens een tienjarig jubileum als voorzitter mag vieren. Documentatie uit 1941 laat zien dat de heer Kroese zich nog steeds als voorzitter opwerpt. In 1943 wordt in het jaarverslag gesproken van een ledenaantal van 267 en bezit DINDUA een eigen terrein met daarbij een kleedkamer die, zo staat geschreven, met vele kan wedijveren. In 1955 is het ledenaantal van C.S.V. D.I.N.D.U.A. de grens van 500 gepasseerd.
In 1969 begint men op de Immerhornpolder met de bouw van het sportcomplex "Immerhome". Deze bouw, genoemd als mijlpaal in de historie van de vereniging, zal zo'n 80.000 gulden gaan kosten. Echter zal zelfwerkzaamheid de kosten naar verwachting halveren. De werkzaamheden worden uitgevoerd door enthousiaste vrijwilligers en onder auspiciën van aannemersbedrijf De Graaf.

## Splitsing verenigingen
Rond 1989 zijn de toenmalige activiteiten verder gegaan als individuele verenigingen binnen de omni-structuur van de C.S.V.: V.V. D.I.N.D.U.A. (voetbal), C.M.V. D.I.N.D.U.A (muziek) en C.G.V. D.I.N.D.U.A (gym).
In de ledenvergadering van 20 oktober 1997 is de omni-structuur opgeheven en is V.V. DINDUA verder gegaan als enig lid van C.S.V. D.I.N.D.U.A in de accommodatie op sportpark Immerhorn.
De voetbalclub heeft er in 1989 dus ook voor gekozen om het 'christelijke' niet meer in de naam mee te nemen en ging verder als V.V. D.I.N.D.U.A. Het bleef wel alleen op zaterdag zijn wedstrijden spelen.
Vanaf de oprichting in 1928 t/m 2020 zijn er 25 ereleden benoemd door de algemene ledenvergadering.
De club speelde zijn wedstrijden op sportpark Immerhorn, waar ook VV West Frisia zijn thuisbasis had. De succesvolste speler van de club was Jan Ruiter, die tot zijn zeventiende keeper was bij de club. Later speelde hij een wedstrijd bij het Nederlands elftal en won in 1976 met Anderlecht de Europacup II.

## Fusie tot s.v. Enkhuizen
In 2020 wordt er invulling gegeven aan de fusie met naastgelegen en goede buur VV West Frisia. Waar de damestak met zo'n honderd meisjes en vrouwen reeds enkele jaren samen speelt en waar in dat jaar ook een eigen identiteit wordt ontwikkeld, zijn het de jongens en mannen die in 2021 zullen volgen. Na een fusietraject waar in september 2020 akkoord wordt gegeven door beide vereniging om een fusievoorstel voor te bereiden, valt het definitieve besluit tot fusie, in ruime meerderheid, gelijktijdig bij beide verenigingen op 3 maart 2021.
Waar de meisjes reeds worden aangemoedigd met kom op Enkhuizen wordt gekozen voor de naam sportvereniging Enkhuizen (s.v. Enkhuizen). De clubkleuren worden overgenomen vanuit de ontwikkelde identiteit van de gecombineerde damestak en zijn Marineblauw/Geel.
Zo komt er naar 93 jaar een einde aan de voetbalactiviteit onder de naam D.I.N.D.U.A. De naam D.I.N.D.U.A. zal niet verdwijnen. Tot 2023 bestond de gymvereniging C.G.V. D.I.N.D.U.A. Daarna fuseerde het met Vek-Wik tot Gymsport Enkhuizen.
Ondanks dat het aantal fanfares in Enkhuizen is afgenomen, is ook de C.M.V. D.I.N.D.U.A nog steeds actief.

## Standaardelftal
Het standaardelftal speelde laatstelijk in het seizoen 2020/21 in de Vierde klasse zaterdag (2020/21) van het KNVB-district West-I.

### Competitieresultaten zaterdag 1948–2021
| 9 4A |

| 4 4A |

| 7 4? |

| 8 4? |

| 5 4A |

| 6 4A |

| 1 4A |

| 5 4A |

| 2 4B |

| 3 4B |

| 2 4B |

| 1 4B |

| 10 3A |

| 5 4B |

| 4 4B |

| 7 4B |

| 2 4B |

| 7 4B |

| 8 4B |

| 6 4B |

| 9 4B |

| 10 4B |

| 6 4B |

| 9 4B |

| 4 4B |

| 10 4B |

| 11 4B |

| 8 4B |

| 8 4B |

| 2 4A |

| 2 4A |

| 4 4A |

| 11 4A |

| 5 4A |

| 6 4A |

| 6 4A |

| 8 4A |

| 10 4A |

| 12 4B |

|  |

|  |

|  |

|  |

| 7 4A |

| 5 4A |

| 9 4A |

| 10 4A |

| 8 4A |

| 5 4A |

| 8 3A |

| 5 3A |

| 5 3A |

| 6 3A |

| 4 3A |

| 5 2A |

| 9 2A |

| 12 2A |

| 7 3A |

| 11 3A |

| 5 4A |

| 4 4A |

| 9 4A |

| 9 4A |

| 2 4A |

| 9 3A |

| 12 3A |

| 4 4B |

| 7 4A |

| 4 4A |

| 3 4A |

| 7 4A |

| 12 4A |

| -- 4A |

| -- 4A |

| Tweede klasse | Derde klasse | Vierde klasse |

### Competitieresultaten zondag 1960–1965
| 5 4E |

| 4 4F |

| 2 4G |

| 9 4F |

| 9 4H |

| 11 4H |

| Vierde klasse |

In elke staaf van de grafiek staat van boven naar beneden vermeld: 
- Eindnotering

Dit is de positie die de club heeft bereikt in de competitie, zonder eventuele beslissings-, play-off- of nacompetitiewedstrijden die nodig zijn geweest om bijvoorbeeld de kampioen van de competitie te bepalen.
Indien een * achter het getal staat is de notering een tussenstand en kan het zijn dat de notering niet overeenkomt met de uiteindelijke eindstand van de competitie.
Staat er een - dan is het seizoen nog bezig en is er geen definitieve uitslag bekend.
Staat er xx op de positie van de notering, dan heeft de club vroegtijdig de competitie verlaten. Dit kan onder andere komen door terugtrekking van het team, faillissement van de club of door een uitgedeelde straf van de KNVB. In veel gevallen staat elders in het artikel de reden vermeld.
Staat er een ? dan is het resultaat uit het verleden onbekend, en is alleen de competitie of het niveau bekend van dat seizoen.
In de seizoenen 2019/20 en 2020/21 werd wegens de coronacrisis het amateurvoetbal afgebroken. Daardoor kennen deze staven geen eindklassering (middels -- weergegeven).
- Competitieniveau en afdelingsletter of Officiële eindstand Eredivisie
  - Competitieniveau en afdelingsletter

Hierbij geeft het getal het niveau weer, dat ook terug te vinden is in de legenda. De letter is de afdelingsaanduiding en wordt gebruikt wanneer er meer afdelingen zijn op hetzelfde niveau. De afdelingsletter is altijd een hoofdletter en wordt meestal zonder nummer gebruikt.
Voorbeeld: 2F is niveau 2e klasse competitie F.
Het competitieniveau en nummer wordt niet vermeld wanneer er slechts één competitie van dit niveau was.
  - Officiële eindstand Eredivisie (getal staat tussen haakjes vermeld)

Sinds de introductie van play-offwedstrijden voor Europees voetbal na afloop van de reguliere competitie in 2005/06, is de KNVB verplicht een eindstand van de Eredivisie door te geven aan de UEFA aan de hand van deze play-offwedstrijden.
Bij deze eindstand staan clubs die zich hebben gekwalificeerd voor Europees voetbal hoger dan clubs die zich niet wisten te kwalificeren. Indien er geen verschil was tussen de eindnotering en de officiële eindstand, staat dit getal niet vermeld.

- Onderafdeling

Hier staat afgekort de naam van de onderafdeling indien de club in dat jaar in een onderafdeling uitkwam. Tevens staat deze afkorting in de legenda en wordt gelinkt naar het artikel over deze onderafdeling. Deze afkorting wordt alleen vermeld wanneer de club in het verleden in verschillende onderafdelingen heeft gespeeld. Deze vermelding is in de staaf altijd in kleine letters. Deze onderafdelingen zijn na het seizoen 1995/96 afgeschaft. Heeft de club in slechts één onderafdeling gespeeld, dan is dit alleen terug te vinden in de legenda.
Onder de staaf staat het jaartal vermeld waarin het seizoen is afgesloten. 15 verwijst naar het seizoen 2014/15 of eventueel het seizoen 1914/15.
Wanneer een staaf leeg is, zijn deze gegevens niet bekend. Het kan ook zijn dat de club dat seizoen niet heeft meegespeeld op het hogere amateurniveau, vroegtijdig de competitie heeft verlaten of uit de competitie is gezet.

In het seizoen 1944/45 was er wegens de Tweede Wereldoorlog geen regulier competitievoetbal.